# NGC 6055
NGC 6055是一個棒狀透鏡星系，距離我們大約4.5億光年，位置在星座[[武仙座。這個星系是天文學家路易斯·斯威夫特於1886年6月8日發現的。它也是武仙座星系團的成員和LINER星系。

## 外部連結
- WikiSky上关于NGC 6055的内容：DSS2, SDSS, GALEX, IRAS, 氢α, X射线, 天文照片, 天图, 文章和图片